# Aziz Behich
Aziz Eraltay Behich (ur. 16 grudnia 1990 w Melbourne) – australijski piłkarz, tureckiego pochodzenia, występujący na pozycji obrońcy w holenderskim klubie PSV Eindhoven oraz w reprezentacji Australii.

## Kariera klubowa
Behiche jest wychowankiem Green Gully. 16 stycznia 2010 roku zadebiutował w A-League w barwach Melbourne Victory. W Australii reprezentował także barwy Hume City oraz Melbourne Heart. 29 stycznia 2013 roku trafił do tureckiego Bursasporu, którego zawodnikiem był przez ponad pięć lat. 31 sierpnia 2018 roku został zawodnikiem PSV Eindhoven za kwotę 4,5 miliona dolarów.

## Kariera reprezentacyjna
W kadrze zadebiutował 14 listopada 2012 roku w towarzyskim meczu przeciwko Korei Południowej. Został powołany do kadry na Puchar Azji 2015. Podczas turnieju, którego Australia została triumfatorem rozegrał dwa mecze w fazie grupowej. W eliminacjach do Mistrzostw Świata w Rosji wystąpił w pięciu spotkaniach. Zdołał znaleźć się w kadrze na turniej finałowy w czasie którego wystąpił we wszystkich trzech meczach grupowych.